# 2:45-Stunden-Rennen von Portland 1999

Portland International Raceway

Das 2:45-Stunden-Rennen von Sears Portland 1999, auch Rose City Grand Prix - Portland, Portland International Raceway, fand am 1. August auf dem Portland International Raceway statt und war der fünfte Wertungslauf der American Le Mans Series dieses Jahres.

## Das Rennen
Der fünfte Wertungslauf der American Le Mans Series 1999 endete mit dem zweiten Gesamtsieg der Panoz-Werksmannschaft. Nachdem Johnny O’Connell und Jan Magnussen das 2:45-Stunden-Rennen von Mosport gewonnen hatten, siegten auf dem International Raceway Éric Bernard und David Brabham im LMP-1 Roadster S. 

## Ergebnisse

### Schlussklassement
| 1               | LMP1 | 1  | Panoz Motor Sports         | Éric Bernard David Brabham                       | Panoz LMP-1 Roadster S  | 137 |
| 2               | LMP  | 42 | BMW Motorsport             | JJ Lehto Steve Soper                             | BMW V12 LMR             | 137 |
| 3               | LMP  | 2  | Panoz Motor Sports         | Johnny O’Connell Jan Magnussen                   | Panoz LMP-1 Roadster S  | 137 |
| 4               | LMP  | 43 | BMW Motorsport             | Bill Auberlen Joachim Winkelhock                 | BMW V12 LMR             | 136 |
| 5               | LMP  | 26 | Price & Bscher             | Pedro Lamy Thomas Bscher                         | BMW V12 LM              | 134 |
| 6               | LMP  | 16 | Dyson Racing               | James Weaver Ron Fellows Elliott Forbes-Robinson | Riley & Scott Mk III    | 134 |
| 7               | LMP  | 0  | Team Rafanelli SRL         | Érik Comas Domenico Schiattarella                | Riley & Scott Mk III    | 134 |
| 8               | LMP  | 38 | Champion Racing            | Allan McNish Andy Pilgrim                        | Porsche 911 GT1 Evo     | 133 |
| 9               | LMP  | 11 | Doyle-Risi Racing          | Max Angelelli Didier de Radiguès                 | Ferrari 333SP           | 131 |
| 10              | LMP  | 18 | Dollahite Racing           | Mike Davies Bill Dollahite                       | Ferrari 333SP           | 130 |
| 11              | LMP  | 36 | Doran Matthews Racing      | Stefan Johansson Jim Matthews                    | Ferrari 333SP           | 128 |
| 12              | GTS  | 91 | Dodge Viper Team Oreca     | Olivier Beretta David Donohue                    | Dodge Viper GTS-R       | 126 |
| 13              | GTS  | 92 | Dodge Viper Team Oreca     | Karl Wendlinger Tommy Archer                     | Dodge Viper GTS-R       | 126 |
| 14              | GTS  | 61 | Konrad Motorsport          | Bob Wollek Franz Konrad                          | Porsche 911 GT2         | 125 |
| 15              | GTS  | 56 | Martin Snow Racing         | Martin Snow Kelly Collins                        | Porsche 911 GT2         | 123 |
| 16              | GT   | 23 | Manthey Racing             | Dirk Müller Cort Wagner                          | Porsche 996 GT3-R       | 122 |
| 17              | GT   | 7  | Prototype Technology Group | Christian Menzel Brian Cunningham                | BMW M3                  | 121 |
| 18              | GT   | 10 | Prototype Technology Group | Darren Law Johannes van Overbeek                 | BMW M3                  | 121 |
| 19              | GT   | 17 | Contemporary Motorsports   | Joe Varde Bruno Lambert                          | Porsche 911 Carrera RSR | 120 |
| 20              | GT   | 02 | Reiser Callas Rennsport    | Doc Bundy David Murry                            | Porsche 911 Carrera RSR | 120 |
| 21              | GT   | 22 | Alex Job Racing            | Mike Fitzgerald Darryl Havens                    | Porsche 911 Carrera RSR | 119 |
| 22              | GT   | 68 | The Racers Group           | Spencer Trenery Vic Rice                         | Porsche 911 Carrera RSR | 119 |
| 23              | GT   | 24 | Alex Job Racing            | Randy Pobst Don Kitch                            | Porsche 911 Carrera RSR | 119 |
| 24              | GT   | 03 | Reiser Callas Rennsport    | Craig Stanton Joel Reiser Grady Willingham       | Porsche 911 Carrera RSR | 118 |
| 25              | LMP  | 63 | Downing Atlanta            | Chris Ronson Jim Downing                         | Kudzu DLY               | 115 |
| 26              | LMP  | 29 | Intersport Racing          | Paul Debban Bruce Trenery                        | Riley & Scott Mk III    | 111 |
| 27              | GT   | 65 | Pregrid Motorsports        | John Brosius Jonathan Fay                        | Porsche 993 Cup 3.8 RSR | 110 |
| 28              | LMP  | 8  | Transatlantic Racing       | Scott Schubot Henry Camferdam                    | Riley & Scott Mk III    | 108 |
| Ausgefallen     |      |    |                            |                                                  |                         |     |
| 29              | LMP  | 12 | Doyle-Risi Racing          | Wayne Taylor Alex Caffi                          | Ferrari 333SP           | 129 |
| 30              | LMP  | 28 | Intersport Racing          | Jon Field Niclas Jönsson                         | Lola B98/10             | 124 |
| 31              | GT   | 6  | Prototype Technology Group | Mark Simo Brian Cunningham                       | BMW M3                  | 119 |
| 32              | GTS  | 48 | Freisinger Motorsport      | Wolfgang Kaufmann Michel Ligonnet                | Porsche 911 GT2         | 115 |
| 33              | LMP  | 97 | Team Cascadia              | Ed Zabinski Shane Lewis                          | Lola B98/10             | 113 |
| 34              | GTS  | 55 | Saleen-Allen Speedlab      | Terry Borcheller Ron Johnson                     | Saleen SR               | 106 |
| 35              | GT   | 25 | RWS Motorsport             | Luca Riccitelli Hans-Jörg Hofer                  | Porsche 996 GT3-R       | 86  |
| 36              | GTS  | 83 | Chiefie Motorsports        | Stefano Buttiero Zak Brown                       | Porsche 911 GT2         | 70  |
| 37              | LMP  | 74 | Robinson Racing            | Jack Baldwin George Robinson                     | Riley & Scott Mk III    | 49  |
| 38              | LMP  | 27 | Doran Lista Racing         | Didier Theys Fredy Lienhard                      | Ferrari 333SP           | 41  |
| 39              | LMP  | 15 | Hybrid R&D                 | Ross Bentley Chris Bingham                       | Riley & Scott Mk III    | 34  |
| 40              | LMP  | 20 | Dyson Racing               | Butch Leitzinger Elliott Forbes-Robinson         | Riley & Scott Mk III    | 9   |
| 41              | GT   | 9  | Prototype Technology Group | Boris Said III Hans-Joachim Stuck                | BMW M3                  | 8   |
| 42              | GT   | 67 | The Racers Group           | Kim Wolfkill Kevin Buckler Kimberly Hiskey       | Porsche 911 Carrera RSR | 1   |
| Nicht gestartet |      |    |                            |                                                  |                         |     |
| 43              | GT   | 76 | Team ARE                   |                                                  | Porsche 993 Carrera RSR | 1   |

1 Fahrzeug zurückgezogen

### Nur in der Meldeliste
Hier finden sich Teams, Fahrer und Fahrzeuge, die ursprünglich für das Rennen gemeldet waren, aber aus den unterschiedlichsten Gründen daran nicht teilnahmen. 
| Pos. | Klasse | Nr. | Team                   | Fahrer                             | Chassis                 |
| ---- | ------ | --- | ---------------------- | ---------------------------------- | ----------------------- |
| 44   | GTS    | 04  | J Motorsports          | John Morton John Graham            | Porsche 911 GT2         |
| 45   | LMP    | 5   | Whittington Brothers   | Don Whittington Dale Whittington   | Lola B98/10             |
| 46   | GT     | 40  | Team PRC               | Scott Peeler Mike Doolin           | Porsche 996 GT3 Cup     |
| 47   | GT     | 52  | Manthey Racing         |                                    | Porsche 996 GT3-R       |
| 48   | GT     | 88  | Vanderhoof Racing      | Joe Varde Tim Ralston Jorge Trejos | Porsche 911 Carrera RSR |
| 49   | GT     | 90  | Millennium Motorsports | David Friedman                     | Porsche 911 Carrera RSR |

### Klassensieger
| Klasse | Fahrer        | Fahrer          | Fahrzeug             | Platzierung im Gesamtklassement |
| ------ | ------------- | --------------- | -------------------- | ------------------------------- |
| LMP    | Éric Bernard  | David Brabham   | Panoz LMP-1 Roadster | Gesamtsieg                      |
| GTS    | David Donohue | Olivier Beretta | Dodge Viper GTS-R    | Rang 13                         |
| GT     | Dirk Müller   | Cort Wagner     | Porsche 996 GT3-R    | Rang 18                         |

### Renndaten
- Gemeldet: 49
- Gestartet: 42
- Gewertet: 28
- Rennklassen: 3
- Zuschauer: unbekannt
- Wetter am Renntag: warm und trocken
- Streckenlänge: 3,129 km
- Fahrzeit des Siegerteams: 2:45:52,773 Stunden
- Gesamtrunden des Siegerteams: 137
- Gesamtdistanz des Siegerteams: 428,613 km
- Siegerschnitt: 155,033 km/h
- Pole Position: JJ Lehto – BMW V12 LMR (#42) - 1:04,387 = 174,924 km/h
- Schnellste Rennrunde: JJ Lehto – BMW V12 LMR (#0) – 1:05,451 = 172,079 km/h
- Rennserie: 5. Lauf zur ALMS-Saison 1999